# Awram Grant
Awram Grant, właśc. Awraham Grant (hebr. אברהם גרנט, ur. 6 maja 1955 w Petach Tikwie) – izraelski trener piłkarski, posiadający także polskie obywatelstwo.

## Życiorys
Zna kilka języków obcych, jest żonaty z aktorką Cufit, osobowością izraelskiej telewizji. Jego przodkowie pochodzą z Mławy. Znany z niekonwencjonalnych metod motywowania zawodników prowadził kadrę Izraela w eliminacjach do mistrzostw świata 2006. Izrael wprawdzie nie awansował, ale nie przegrał meczu oraz dwa razy zremisował z Francją, późniejszym wicemistrzem świata. Grant miał przeciwników w łonie reprezentacji m.in. Ejala Berkowica, byłego gracza West Ham United i Manchester City. Po mistrzostwach świata 2006 objął stanowisko dyrektora sportowego Portsmouth F.C., którego właścicielem jest Alexandre Gaydamak, obywatel Izraela. 26 czerwca 2007 r. objął posadę dyrektora sportowego Chelsea F.C., a 20 września 2007 r. został jej menadżerem, jednak ze względu na fakt, iż nie posiada licencji UEFA Pro Licence do protokołu meczowego wpisywany był Steven Clark, były asystent Joségo Mourinho. Z ekipą The Blues osiągnął finał Ligi Mistrzów przegrany po rzutach karnych z późniejszymi mistrzami klubowymi Manchesterem United, Wicemistrzostwo Anglii, dotarł także do finału Carling Cup gdzie przegrał po dogrywce z Tottenhamem. Z dniem 24 maja 2008 został zwolniony z posady pierwszego trenera Chelsea. Jego stanowisko zajął Luiz Felipe Scolari, brazylijski trener, który był wcześniej selekcjonerem reprezentacji Portugalii.
26 listopada 2009 roku został trenerem Portsmouth, z którym dotarł do finału Pucharu Anglii. W lidze jednak nie wiodło się najlepiej między innymi z powodu problemów finansowych klubu. Portsmouth zajęło ostatnie miejsce w lidze i spadło do Football League Championship, co spowodowało odejście Granta.
3 czerwca 2010 roku został trenerem West Hamu United, z którym związał się 4-letnim kontraktem. 15 maja 2011 roku został zwolniony z funkcji trenera po porażce z Wigan Athletic i spadku klubu do drugiej ligi.
13 czerwca 2016 roku w Ambasadzie Polski w Londynie otrzymał polskie obywatelstwo.